# 1613 год в музыке
1613 год в музыке ознаменовался следующими значимыми событиями и новыми музыкальными произведениями.

## Родились[1]
- 19 января — Жак Юэн, французский композитор эпохи барокко, родился в Боне, Франция (ум. 1652 г.);
- 26 января — Иоганн Якоб Воллеб, швейцарский органист, теолог и композитор, родился в Базеле, Швейцария (ум. 1667 г.);
- 19 июня — Кристиан де Плакер, фламандский поэт и композитор, родился в Поперинге[англ.] , графство Фландрия, Испанские Нидерланды (ум. 1691 г.);
- 22 июня — Ламберт Пиеткин, фламандский композитор эпохи барокко, родился в Льеже, Священная Римская империя (ум. 1696 г.);
- 11 августа — Кристоф Кальденбах, прусский поэт, родился в Швебусе (сейчас называется Свебодзин), герцогство Пруссия (ум. 1698 г.);
- 6 ноября — Луис де Гарай[исп.], испанский композитор и капельмейстер (кафедрального собора Гранады, 1645–1674), родился в Бетете, Испания (ум. ок. 1679 г.).

## Скончались[2]
- 5 мая — Иоганн Штойерляйн, немецкий композитор, умер в возрасте 66 лет (род. 15 июля в 1546 г.);
- 9 августа — Джованни Риги, итальянский композитор, умер в возрасте 36 лет;
- 18 августа — Джованни Артузи, итальянский композитор (род. около 1540 г.).